# Jean Barrientos
Jean Pierre Agustin Barrientos Díaz (ur. 16 września 1990 w Montevideo) – urugwajski piłkarz występujący na pozycji pomocnika w greckim klubie AE Larisa. W swojej karierze reprezentował także barwy Racingu, Vitórii SC czy też Wisły Kraków.

## Kariera klubowa
Barrientos rozpoczął swoją karierę w Racingu, gdzie w 2009 roku przesunięto go do kadry pierwszej drużyny. W barwach klubu zadebiutował 22 sierpnia 2009 roku podczas zremisowanego 1:1 spotkania z Centralem Montevideo. Tydzień później w swoim drugim oficjalnym meczu zdobył pierwszą w karierze bramkę, przyczyniając się do zwycięstwa 2:0 nad Fénix. W czerwcu 2011 roku Barrientos podpisał czteroletni kontrakt z portugalską Vitórią SC. 17 lutego 2015 roku został zawodnikiem polskiej Wisły Kraków, z którą związał się półroczną umową z opcją przedłużenia o kolejny rok. Po zakończeniu sezonu opuścił jednak Polskę i ponownie związał się z Racingiem.

## Sukcesy

### Vitória
- Puchar Portugalii: 2012/13